# Olavius parapellucidus
Olavius parapellucidus är en ringmaskart som beskrevs av Erséus och Davis 1989. Olavius parapellucidus ingår i släktet Olavius och familjen glattmaskar. Inga underarter finns listade i Catalogue of Life.